# ガス電子増幅器
ガス電子増幅器（ガスでんしぞうふくき、Gas Electron Multiplier、GEM、ジェム)とは、50μm程度の厚さのポリイミドまたは液晶ポリマーのフィルムの両面を銅で被覆し、直径70μm程度の穴を無数に開けたものであり、銅薄膜を電極として用い、ガス中で2つの電極間に300V程度の電圧差を掛け、穴の中にできる強い電場を作り出し、その電場によって電子雪崩増幅を起こし、電離電子数を増やし、信号として捉えるようにするものであり、多段で用いることにより1万倍以上の増幅率が実現できる。

## 利点
現在広く用いられている多芯比例計数管 (Multi Wire Proportional Chamber、MWPC) の、増幅時に電子と同時に発生する陽イオンが吸収されず検出器の性能を悪化させてしまう欠点を克服するために、1997年にCERNのF.サウリ (Fabio Sauli) により開発された。
その他の利点としては、
- 2次元読み出しできること
- 増幅部と読み出し部を分離して検出器をデザインできること
- 検出器の分解能（位置、時間、多飛跡）を向上できること
- 多段で用いることにより用途に合わせた増幅率を得ることができること
- 少ない物質量で検出器が製作できること

などがあげられる。

## 製作方法
穴を開ける手段として、
- ウェットエッチング
- ドライエッチング
  - 反応性イオンエッチング(プラズマエッチング)
  - レーザーエッチング
- ドリル (工具)

などが用いられている。

## 使用されるガス
用いられるガスは希ガス(アルゴン、ヘリウム、ネオン、キセノン)が主で、増幅が連鎖的に起き過ぎないようにするために少量の二酸化炭素、メタン、エタン、イソブタンなどが加えられる。
四フッ化炭素なども用いられる。

## 用途
高エネルギー物理学・原子核物理学の実験における
- 飛跡検出器
- ビーム検出器
- チェレンコフ光検出器

宇宙物理学の実験における
- コンプトンカメラ(ガンマ線検出器)
- 偏光X線検出器

物性物理の実験や医療における
- X線画像検出器
- 中性子検出器

などへの利用が進められている。

## MPGD
GEMはマイクロパターンガス検出器(MPGD、えむぴーじーでぃー、Micro Pattern Gaseous Detector)の一種であり、他のMPGDとしては
- MSGC(Micro Strip Gas Chamber)
- MICROMEGAS(MICROMEsh GASeous detector)
- μ-PIC

などがあげられる。